# Џастин Гејџи
Џастин Реј Гејџи (енгл. Justin Ray Gaethje; Сафорд, 14. новембар 1988) професионални је амерички борац мешовитих борилачких вештина (ММА). Тренутно се бори у лакој категорији за ултимативно борбено првенство (УФЦ). Од 8.марта 2025. године на 3. је месту на УФЦ ранг листи мушкараца у лакој категорији.